# Ньюелл (Південна Дакота)
Ньюелл (англ. Newell) — місто (англ. city) в США, в окрузі Б'ютт штату Південна Дакота. Населення — 584 особи (2020).

## Географія
Ньюелл розташований за координатами 44°43′3″ пн. ш. 103°25′6″ зх. д. / 44.71750° пн. ш. 103.41833° зх. д. (44.717462, -103.418324).  За даними Бюро перепису населення США в 2010 році місто мало площу 2,62 км², уся площа — суходіл.

### Клімат
| Клімат : Ньюелл                               | Клімат : Ньюелл | Клімат : Ньюелл | Клімат : Ньюелл | Клімат : Ньюелл | Клімат : Ньюелл | Клімат : Ньюелл | Клімат : Ньюелл | Клімат : Ньюелл | Клімат : Ньюелл | Клімат : Ньюелл | Клімат : Ньюелл | Клімат : Ньюелл | Клімат : Ньюелл |
| Показник                                      | Січ.            | Лют.            | Бер.            | Квіт.           | Трав.           | Черв.           | Лип.            | Серп.           | Вер.            | Жовт.           | Лист.           | Груд.           | Рік             |
| Абсолютний максимум, °C                       | 20,6            | 23,9            | 28,3            | 33,3            | 36,1            | 42,8            | 43,3            | 42,2            | 41,1            | 35,6            | 27,2            | 20,6            | 43,3            |
| Середній максимум, °C                         | 0,6             | 2,8             | 7,8             | 14,4            | 19,4            | 25,0            | 30,6            | 30,0            | 23,9            | 16,1            | 7,2             | 1,1             | 15,0            |
| Середня температура, °C                       | −5,6            | −3,9            | 1,1             | 7,2             | 12,8            | 18,3            | 22,8            | 22,2            | 15,6            | 8,3             | 0,6             | −5,6            | 7,9             |
| Середній мінімум, °C                          | −12,2           | −10,6           | −5,6            | 0,0             | 6,1             | 11,1            | 15,0            | 13,9            | 7,2             | 0,6             | −6,7            | −12,2           | 0,6             |
| Абсолютний мінімум, °C                        | −37,8           | −37,2           | −32,2           | −16,7           | −11,1           | 0,0             | 2,2             | 2,2             | −7,2            | −23,3           | −31,1           | −38,9           | −38,9           |
| Норма опадів, мм                              | 8               | 12              | 26              | 43              | 78              | 70              | 49              | 29              | 27              | 34              | 16              | 10              | 402             |
| --------------------------------------------- | --------------- | --------------- | --------------- | --------------- | --------------- | --------------- | --------------- | --------------- | --------------- | --------------- | --------------- | --------------- | --------------- |
| Джерело: The Weather Channel Monthly Averages |                 |                 |                 |                 |                 |                 |                 |                 |                 |                 |                 |                 |                 |

## Демографія
Згідно з переписом 2010 року, у місті мешкали 603 особи в 270 домогосподарствах у складі 172 родин. Густота населення становила 230 осіб/км².  Було 344 помешкання (131/км²).
Расовий склад населення:
| - 92,7 % — білих - 1,7 % — корінних американців - 0,5 % — вихідців з тихоокеанських островів - 0,3 % — азіатів - 0,2 % — чорних або афроамериканців |

До двох чи більше рас належало 4,6 %. Частка іспаномовних становила 1,0 % від усіх жителів.
За віковим діапазоном населення розподілялося таким чином: 23,9 % — особи молодші 18 років, 53,9 % — особи у віці 18—64 років, 22,2 % — особи у віці 65 років та старші. Медіана віку мешканця становила 48,2 року. На 100 осіб жіночої статі у місті припадало 104,4 чоловіків;  на 100 жінок у віці від 18 років та старших — 99,6 чоловіків також старших 18 років.
Середній дохід на одне домашнє господарство  становив 46 433 долари США (медіана — 31 875), а середній дохід на одну сім'ю — 55 109 доларів (медіана — 46 250). За межею бідності перебувало 21,8 % осіб, у тому числі 27,6 % дітей у віці до 18 років та 20,4 % осіб у віці 65 років та старших.
Цивільне працевлаштоване населення становило 373 особи. Основні галузі зайнятості: мистецтво, розваги та відпочинок — 17,4 %, освіта, охорона здоров'я та соціальна допомога — 16,9 %, сільське господарство, лісництво, риболовля — 13,4 %, виробництво — 10,5 %.